# میشل پولنتیر
میشل پولنتیر (زادهٔ ۱۳ فوریه ۱۹۵۱) رکابزن حرفه‌ای سابق اهل بلژیک است که در رشتهٔ دوچرخه‌سواری جاده فعالیت می‌کرد. او توانست در سال ۱۹۷۷ برندهٔ جیرو دیتالیا شود.

## زندگی‌نامه
پولنتیر در دیکسمویید در منطقه فلاندر غربی زاده شد و در سال ۱۹۷۳ وارد دوچرخه‌سواری حرفه‌ای شد. نخستین پیروزی مهم او در مرحلهٔ ۲۱ تور دو فرانس ۱۹۷۴ به دست آمد. در هر یک از سال‌های ۱۹۷۵ و ۱۹۷۶ نیز در یک مرحلهٔ تور برنده شد. همچنین در سال ۱۹۷۶ فاتح تور بلژیک شد.
در جیرو دیتالیای ۱۹۷۷ رقابت اصلی میان فردی مرتنس و فرانچسکو موزر بود. پولنتیر نیز خادم فردی مرتنس در تیم فلاندریا محسوب می‌شد. مرتنس در مرحلهٔ هشتم به یک رکابزن دیگر برخورد کرد و وادار به کناره‌گیری شد. بنابراین پولنتیر که در رتبهٔ پنجم قرار داشت، رهبری تیم را به دست آورد. او توانست در مرحلهٔ هفدهم بر سکوی سوم بایستد و با برتری ۳ ثانیه نسبت به موزر، پیراهن صورتی را به تن کرد. در دو مرحلهٔ بعدی نیز برتری خود را افزایش داد و با پیروزی در تایم تریل انفرادی مرحلهٔ ۲۱، قهرمانی خود را قطعی کرد. در همان سال، پولنتیر قهرمان تور سوئیس و فاتح مسابقات قهرمانی جاده بلژیک شد.
در سال ۱۹۷۸ پولنتیر برندهٔ دوفینه لیبره شد و از عنوان خود در مسابقات قهرمانی بلژیک دفاع کرد. در تور دو فرانس در مرحلهٔ شانزدهم که به آلپ دوئز ختم می‌شد، پیروز شد و پیراهن طلایی را به دست آورد. پس از مسابقه، از او آزمایش دوپینگ گرفته شد و پولنتیر نمونهٔ ادرار تقلبی به مأمور کنترل دوپینگ داد. با کشف این تقلب، پولنتیر از تور اخراج شد.
پولنتیر در سال ۱۹۸۰ برندهٔ تور فلاندر و در سال ۱۹۸۲ نایب قهرمان ووئلتا اسپانیا شد و در سال ۱۹۸۴ از دوچرخه‌سواری حرفه‌ای خداحافظی کرد. پس از آن، مالک انبار لاستیک خودرو شد و یک مدرسهٔ دوچرخه‌سواری تأسیس کرد.

## نتایج در گرند تورها
| گرند تور       | ۱۹۷۳ | ۱۹۷۴ | ۱۹۷۵ | ۱۹۷۶ | ۱۹۷۷ | ۱۹۷۸  | ۱۹۷۹   | ۱۹۸۰   | ۱۹۸۱   | ۱۹۸۲ | ۱۹۸۳ | ۱۹۸۴ |
| -------------- | ---- | ---- | ---- | ---- | ---- | ----- | ------ | ------ | ------ | ---- | ---- | ---- |
| جیرو دیتالیا   | —    | —    | —    | —    | ۱    | —     | —      | —      | —      | —    | —    | —    |
| تور دو فرانس   | ۳۴   | ۷    | ۲۳   | ۷    | —    | اخراج | ناتمام | ناتمام | ناتمام | —    | —    | —    |
| ووئلتا اسپانیا | —    | —    | —    | —    | ۶    | —     | ۳      | ۲۶     | —      | ۲    | —    | ۱۳   |